# تي في آر تاسمن
تي في آر تاسمن  (بالإنجليزية: TVR Tasmin)‏ هي سيارة من تصنيع شركة تي في آر.